# Лоско, Брюно
Брюно́ Лоско́ (род. 28 апреля 1975, Лион, Франция) — французский шорт-трекист. Участник зимних Олимпийских игр 1994, 1998, 2002 годов. Трёхкратный чемпион Европы. На чемпионате Европы 2001 года стал чемпионом в многоборье.

## Карьера
С детства Брюно занимался несколькими видами спорта, но потом сестра Лоско познакомила его с конькобежными видами спорта и это ему очень понравилось. В 1985 году, в возрасте 10 лет он начал заниматься в секции шорт-трека, а в 17 лет стал чемпионом Франции среди юниоров. С тех пор он завоевал титулы чемпиона Франции, в 2001 году стал чемпионом Европы в многоборье. После Олимпиады в Солт-Лейк-Сити, где он так и не смог получить медаль, Бруно утешал себя сочинением песен. С 1998 года Брюно Лоско также является гитаристом и вокалистом в группе Pen. Группу он образовал с друзьями, и сейчас продолжает сочинять песни и музыку.